# 氟化锰
氟化锰是一种无机化合物，化学式为MnF2。它是一种淡粉红色固体，其颜色源自于二价锰离子的特征色。它可用于特种玻璃和激光器的制造。

## 制备与结构
氟化锰可由碳酸锰和氢氟酸反应制得：
MnCO3 + 2 HF → MnF2 + CO2↑ + H2O
也可由氯化锰和过量的氟化铵反应，得到NH4MnF3，它在二氧化碳中加热至290~300 °C得到氟化锰。它也能通过四氧化三锰（或草酸锰）与氟化铵加热反应制得。
氟化锰存在多种晶相，P42/mnm(金红石型)和P42m是已知的，金红石型的氟化锰在高压会转变为α-PbO2相。

## 反应
氟化锰和M2MnF6（M=K, Rb, Cs）在真空中加热（或氮气环境下加压，M=NH4）反应，可以得到相应的MMnF4。它可以被氟气氧化至四氟化锰；而在氟化氢中的反应会生成三氟化锰，氟化氢中生成四氟化锰还需紫外光的照射。它和三氟化锰反应，还能得到Mn2F5和Mn3F8。氟化锰和过量二氟化氙加热反应，可以得到XeF2·MnF4，反应中Mn2+被氧化至Mn4+；KrF2·MnF4则需在低温氟化氢中由氟化锰和二氟化氪反应得到，室温时，它会分解为四氟化锰、二氟化氪、氪和氟气。
它在潮湿的氮气中加热至500 °C发生水解，生成一氧化锰，在潮湿空气中加热除了水解外还会发生氧化反应；它和硫蒸气的反应发生在氟化锰的表面。

## 拓展阅读
- XIE, M; PENG, X; FU, X; ZHANG, J; LI, G; YU, X. . Scripta Materialia. February 2009, 60 (3): 190–193. ISSN 1359-6462. doi:10.1016/j.scriptamat.2008.10.010.
- Baskurt, Mehmet; Nair, Rahul R.; Peeters, Francois M.; Sahin, Hasan. . Physical Chemistry Chemical Physics. 2021, 23 (17): 10218–10224. ISSN 1463-9076. PMID 33881066. doi:10.1039/d1cp00293g. eISSN 1463-9084.